# Diostracus brevis
Diostracus brevis är en tvåvingeart som beskrevs av Yang och Saigusa 2000. Diostracus brevis ingår i släktet Diostracus och familjen styltflugor.
Artens utbredningsområde är Sichuan (Kina). Inga underarter finns listade i Catalogue of Life.